# .nz
Pour les articles homonymes, voir NZ.
.nz est le domaine de premier niveau national (country code top level domain : ccTLD) réservé à la Nouvelle-Zélande.
En septembre 2022, plus de 750 000 domaines sont enregistrés avec l'extension .nz.

## Domaines de second niveau

### Accès non modéré
Plusieurs sous-domaines sont proposés :
- .ac.nz
- .co.nz
- .geek.nz
- .gen.nz
- .kiwi.nz
- .maori.nz
- .net.nz
- .org.nz
- .school.nz

### Usage réglementé
Six sous-domaines, dont l'enregistrement est soumis à condition, sont disponibles : 
- .cri.nz – réservé aux membres du Crown Research Institute (en)
- .govt.nz – réservé au gouvernement et administrations locales
- .health.nz – accordé par le Ministère de la Santé
- .iwi.nz – réservé aux peuples maoris et hapū
- .mil.nz – accordé par la force de Défense de Nouvelle-Zélande
- .parliament.nz – réservé au parlement de Nouvelle-Zélande